# Кулп
Кулп (тур. Kulp) — город и район в провинции Диярбакыр (Турция).

## История
В этих местах находились первые человеческие поселения Верхней Месопотамии. В 637 году город был взят Халид ибн Валидом. С 1515 года — в составе Османской империи.